# Patrick Street
Patrick Street est un groupe irlandais de musique traditionnelle formé en 1986.

## Histoire
Le groupe Patrick Street s'est formé en 1986, à Dublin, par la collaboration du fiddler Kevin Burke (qui jouait auparavant avec The Bothy Band), de l'accordéoniste et joueur de concertina Jackie Daly (un ancien de De Dannan), du chanteur, guitariste et joueur de bouzouki Andy Irvine, et du guitariste Arty McGlynn (qui avait collaboré avec Van Morrison). L'idée de la création du groupe est née, en 1986, du succès américain du spectacle Legends of Irish Music, qui réunissait Irvine, Burke, Daly et Gerry O'Beirne.
Arty McGlynn quitta le groupe par la suite, et d'autres membres le rejoignirent, comme le guitariste Ged Foley (The House Band (en) et Battlefield Band), et le sonneur de uilleann pipes et pianiste Declan Masterson. Dónal Lunny, Bill Whelan et Enda Walsh ont aussi fait temporairement partie du groupe. 
À son tour, Jackie Daly quitta, brièvement, le Patrick Street, après l'enregistrement de On the Fly, auquel John Carty collabora. Au départ de Ged Foley, Arty McGlynn rejoignit l'ensemble.
En 2008, le groupe d'ameublement MFI Group (en) utilisa Music for a Found Harmonium (extrait de l'album Irish Times de 1990) comme arrière-plan musical d'un spot publicitaire. Le même morceau apparaît dans les films Hear My Song (1991) et Napoleon Dynamite et Frankie Wilde (tous deux en 2004).

## Discographie
Albums :
- Patrick Street (1986) ;
- No 2 Patrick Street (1988) ;
- Irish Times (1990) ;
- All In Good Time (1993) ;
- Corner Boys (1996) ;
- Made In Cork (1997) ;
- Live From Patrick Street (1998) ;
- Street Life (2002) ;
- On the Fly (2007).

Compilations :
- The Best of Patrick Street (1995) ;
- Compendium (2000).